# Pronephrium thysanoides
Pronephrium thysanoides är en kärrbräkenväxtart som beskrevs av Holtt. Pronephrium thysanoides ingår i släktet Pronephrium och familjen Thelypteridaceae. Inga underarter finns listade.